# Alexandros Paschalakīs
Alexandros Paschalakīs (in greco Αλέξανδρος Πασχαλάκης?; Atene, 28 luglio 1989) è un calciatore greco, portiere dell'Olympiacos e della nazionale greca.

## Carriera

### Club
Il 7 agosto 2017 viene acquistato a titolo definitivo dalla squadra greca del PAOK.

### Nazionale
Il 4 ottobre 2018 riceve la sua prima convocazione in nazionale.

## Statistiche

### Presenze e reti nei club
Statistiche aggiornate al 15 febbraio 2024.
| Stagione            | Squadra             | Campionato          | Campionato | Campionato | Coppe nazionali | Coppe nazionali | Coppe nazionali | Coppe continentali | Coppe continentali | Coppe continentali | Altre coppe | Altre coppe | Altre coppe | Totale | Totale |
| Stagione            | Squadra             | Comp                | Pres       | Reti       | Comp            | Pres            | Reti            | Comp               | Pres               | Reti               | Comp        | Pres        | Reti        | Pres   | Reti   |
| ------------------- | ------------------- | ------------------- | ---------- | ---------- | --------------- | --------------- | --------------- | ------------------ | ------------------ | ------------------ | ----------- | ----------- | ----------- | ------ | ------ |
| 2006-2007           | Īlioupolī           | BE                  | 1          | -?         | CG              | 0               | 0               | -                  | -                  | -                  | -           | -           | -           | 1      | -?     |
| 2007-2008           | Īlioupolī           | BE                  | 0          | 0          | CG              | 0               | 0               | -                  | -                  | -                  | -           | -           | -           | 0      | 0      |
| Totale Īlioupolī    | Totale Īlioupolī    | Totale Īlioupolī    | 1          | -?         |                 | 0               | 0               |                    | -                  | -                  |             | -           | -           | 1      | -?     |
| 2008-2009           | Levadeiakos         | SL                  | 0          | 0          | CG              | 0               | 0               | -                  | -                  | -                  | -           | -           | -           | 0      | 0      |
| 2009-2010           | Levadeiakos         | SL                  | 0          | 0          | CG              | 0               | 0               | -                  | -                  | -                  | -           | -           | -           | 0      | 0      |
| 2010-2011           | Levadeiakos         | FL                  | 0+1        | 0          | CG              | 0               | 0               | -                  | -                  | -                  | -           | -           | -           | 1      | 0      |
| 2011-2012           | Levadeiakos         | SL                  | 0          | 0          | CG              | 0               | 0               | -                  | -                  | -                  | -           | -           | -           | 0      | 0      |
| Totale Levadeiakos  | Totale Levadeiakos  | Totale Levadeiakos  | 0+1        | 0          |                 | 0               | 0               |                    | -                  | -                  |             | -           | -           | 1      | 0      |
| 2012-2013           | PAEEK Kerynias      | BK                  | 19         | -?         | CC              | 0               | 0               | -                  | -                  | -                  | -           | -           | -           | 19     | -?     |
| gen.-giu. 2014      | Panthrakikos        | SL                  | 5          | -9         | CG              | 0               | 0               | -                  | -                  | -                  | -           | -           | -           | 5      | -9     |
| 2014-2015           | Panthrakikos        | SL                  | 4          | -8         | CG              | 3               | -6              | -                  | -                  | -                  | -           | -           | -           | 7      | -14    |
| 2015-gen. 2016      | Panthrakikos        | SL                  | 4          | -10        | CG              | 2               | -4              | -                  | -                  | -                  | -           | -           | -           | 6      | -14    |
| Totale Panthrakikos | Totale Panthrakikos | Totale Panthrakikos | 13         | -27        |                 | 5               | -10             |                    | -                  | -                  |             | -           | -           | 18     | -37    |
| gen.-giu. 2016      | PAS Giannina        | SL                  | 0          | 0          | CG              | 0               | 0               | -                  | -                  | -                  | -           | -           | -           | 0      | 0      |
| 2016-2017           | PAS Giannina        | SL                  | 20         | -25        | CG              | 3               | -1              | UEL                | 4                  | -6                 | -           | -           | -           | 27     | -32    |
| Totale PAS Giannina | Totale PAS Giannina | Totale PAS Giannina | 20         | -25        |                 | 3               | -1              |                    | 4                  | -6                 |             | -           | -           | 27     | -32    |
| 2017-2018           | PAOK                | SL                  | 18         | -12        | CG              | 7               | -3              | UEL                | 0                  | 0                  | -           | -           | -           | 25     | -15    |
| 2018-2019           | PAOK                | SL                  | 30         | -14        | CG              | 7               | -6              | UCL+UEL            | 6+6                | -8 + -12           | -           | -           | -           | 49     | -40    |
| 2019-2020           | PAOK                | SL                  | 6+10       | -8 + -6    | CG              | 6               | -5              | UCL+UEL            | 2+2                | -5 + -3            | -           | -           | -           | 26     | -27    |
| 2020-2021           | PAOK                | SL                  | 8+10       | -8 + -8    | CG              | 6               | -6              | UCL+UEL            | 0+1                | 0                  | -           | -           | -           | 25     | -22    |
| 2021-2022           | PAOK                | SL                  | 25+9       | -23 + -9   | CG              | 5               | -3              | UECL               | 16                 | -13                | -           | -           | -           | 55     | -48    |
| Totale PAOK         | Totale PAOK         | Totale PAOK         | 116        | -88        |                 | 31              | -23             |                    | 33                 | -41                |             | -           | -           | 180    | -152   |
| 2022-2023           | Olympiacos          | SL                  | 18+6       | -7 + -10   | CG              | 1               | -1              | UEL                | 2                  | -1                 | -           | -           | -           | 27     | -19    |
| 2023-2024           | Olympiacos          | SL                  | 21         | -19        | CG              | 2               | -1              | UEL+UECL           | 10+1               | -16 + 0            | -           | -           | -           | 34     | -36    |
| Totale Olympiakos   | Totale Olympiakos   | Totale Olympiakos   | 45         | -36        |                 | 3               | -2              |                    | 13                 | -17                |             | -           | -           | 61     | -55    |
| Totale carriera     | Totale carriera     | Totale carriera     | 215        | -176       |                 | 42              | -36             |                    | 50                 | -64                |             | -           | -           | 307    | -276   |

### Cronologia presenze e reti in nazionale
| Cronologia completa delle presenze e delle reti in nazionale ― Grecia | Cronologia completa delle presenze e delle reti in nazionale ― Grecia | Cronologia completa delle presenze e delle reti in nazionale ― Grecia | Cronologia completa delle presenze e delle reti in nazionale ― Grecia | Cronologia completa delle presenze e delle reti in nazionale ― Grecia | Cronologia completa delle presenze e delle reti in nazionale ― Grecia | Cronologia completa delle presenze e delle reti in nazionale ― Grecia | Cronologia completa delle presenze e delle reti in nazionale ― Grecia |
| Data                                                                  | Città                                                                 | In casa                                                               | Risultato                                                             | Ospiti                                                                | Competizione                                                          | Reti                                                                  | Note                                                                  |
| --------------------------------------------------------------------- | --------------------------------------------------------------------- | --------------------------------------------------------------------- | --------------------------------------------------------------------- | --------------------------------------------------------------------- | --------------------------------------------------------------------- | --------------------------------------------------------------------- | --------------------------------------------------------------------- |
| 30-5-2019                                                             | Antalya                                                               | Turchia                                                               | 2 – 1                                                                 | Grecia                                                                | Amichevole                                                            | -2                                                                    |                                                                       |
| 12-10-2019                                                            | Roma                                                                  | Italia                                                                | 2 – 0                                                                 | Grecia                                                                | Qual. Euro 2020                                                       | -2                                                                    |                                                                       |
| 15-10-2019                                                            | Amarousio                                                             | Grecia                                                                | 2 – 1                                                                 | Bosnia ed Erzegovina                                                  | Qual. Euro 2020                                                       | -1                                                                    |                                                                       |
| 17-11-2022                                                            | Ta' Qali                                                              | Malta                                                                 | 2 – 2                                                                 | Grecia                                                                | Amichevole                                                            | -2                                                                    |                                                                       |
| 20-11-2022                                                            | Budapest                                                              | Ungheria                                                              | 2 – 1                                                                 | Grecia                                                                | Amichevole                                                            | -2                                                                    |                                                                       |
| Totale                                                                |                                                                       | Presenze                                                              | 5                                                                     |                                                                       | Reti                                                                  | -9                                                                    |                                                                       |

## Palmarès

### Club

#### Competizioni nazionali
- Campionato greco: 2

PAOK: 2018-2019
Olympiakos: 2024-2025
- Coppa di Grecia: 3

PAOK: 2017-2018, 2018-2019, 2020-2021

#### Competizioni internazionali
- UEFA Conference League: 1

Olympiakos: 2023-2024